# Beat Battle
Beat Battle (Drumline) est un film américain réalisé par Charles Stone III (en), sorti en 2002.
Le film célèbre la tradition culturelle américaine des fanfares universitaires.

## Synopsis
Un jeune musicien de Harlem est engagé par l'orchestre d'une prestigieuse université, dont le chef se révèle être impitoyable.

## Fiche technique
- Réalisation : Charles Stone III (en)
- Scénario : Shawn Schepps, Tina Gordon Chism
- Musique : John Powell
- Pays d'origine :  États-Unis
- Genre : Comédie dramatique
- Durée : 118 minutes
- Dates de sortie : 
  -  États-Unis : 13 décembre 2002

## Distribution
- Nick Cannon (VF : Christophe Peyroux) : Devon Miles
- Zoe Saldana (VF : Géraldine Asselin) : Laila
- Orlando Jones (VF : Greg Germain) : Dr Lee
- Leonard Roberts (VF : Daniel Lobé) : Sean Taylor
- GQ (VF : Adrien Antoine) : Jayson
- Jason Weaver (VF : Christophe Aquilon) : Ernest
- Earl Poitier (VF : Thierry Desroses) : Charles
- Candace Carey (VF : M'Bembox) : Diedre
- J. Anthony Brown (VF : Pascal N'Zonzi) : M. Wade
- Afemo Omilami (VF : Saïd Amadis) : le président Wagner
- Angela Elayne Gibbs (VF : Maïk Darah): Dorothy Miles
- Tyreese Burnett (VF : Jean-Paul Pitolin) : Henry
- Brandon Hirsch (VF : Bruno Henry) : Buck Wild
- Shay Roundtree : Big Rob
- Miguel A. Gaetan (VF : Dominik Bernard) : Trey
- Omar J. Dorsey : James

Source et légende : Version française (V. F.) sur Voxofilm

## Récompenses et distinctions
Nominations
- Nommé à 12 reprises[3]

## Source de traduction
- (en) Cet article est partiellement ou en totalité issu de l’article de Wikipédia en anglais intitulé « Drumline (film) » (voir la liste des auteurs).